# Souk Lakhmis Dades
Souk Lakhmis Dades (franska: Souk Lakhmis Dades (CR), Souk Lakhmis Dades (Commune Rurale), arabiska: سوق الخميس دادس) är en kommun i Marocko.   Den ligger i provinsen Tinghir och regionen Drâa-Tafilalet, 300 km söder om huvudstaden Rabat. Antalet invånare är 16 387.